# Aulus Gabinius Secundus
Aulus Gabinius Secundus (in der Überlieferung teilweise auch Publius Gabinius Secundus) war ein römischer Politiker und Feldherr des 1. Jahrhunderts n. Chr.

## Leben
Nachdem er im Jahr 35 Suffektkonsul gewesen war, wurde Gabinius unter Caligula Kommandant (legatus Augusti pro praetore) des untergermanischen Heeres. Zu Beginn der Herrschaft des Claudius führte er im Jahr 41 einen erfolgreichen Feldzug gegen den an der Nordseeküste zwischen Elbe und Ems siedelnden germanischen Stamm der Chauken, die sich durch ihre Raubzüge und die Verbundenheit mit den benachbarten Friesen bei den Römern unbeliebt gemacht hatten. 
Die Römer hatten diese Niederlage nicht vergessen und sahen es als großen Erfolg an, als Gabinius Secundus den letzten der drei in der Varusschlacht verloren gegangenen Legionsadler zurückeroberte. Für diesen Erfolg und einen gleichzeitigen des Sulpicius Galba gegen die Chatten nahm Claudius jeweils den Titel imperator an. Gabinius erhielt als Auszeichnung das Recht, den Namen Chaucius zu führen.
Allerdings war keine völlige Unterwerfung der Chauken gelungen. Bereits im Jahr 47 nahmen sie ihre Raubzüge wieder auf und brandschatzten mit ihren leichten Piratenschiffen die gallische Küste.
Mutmaßlicher Sohn des Suffektkonsuls 35 war der gleichnamige Suffektkonsul des Jahres 43.